# Lupinus padre-crowleyi
Lupinus padre-crowleyi är en ärtväxtart som beskrevs av Charles Piper Smith. Lupinus padre-crowleyi ingår i släktet lupiner, och familjen ärtväxter. Inga underarter finns listade i Catalogue of Life.

## Bildgalleri

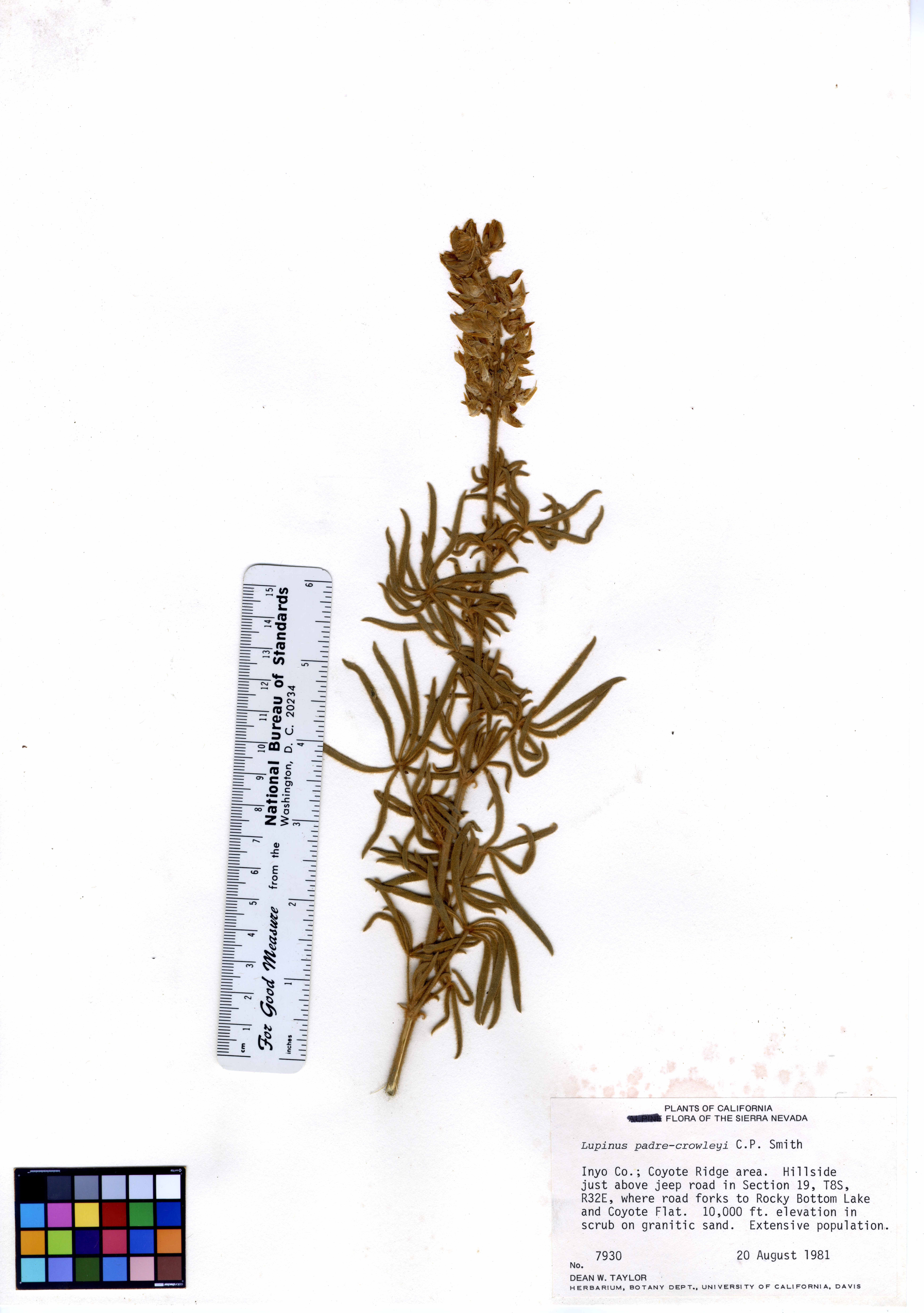